# Walpole (Massachusetts)
Walpole é uma vila localizada no condado de Norfolk no estado estadounidense de Massachusetts. No Censo de 2010 tinha uma população de 24.070 habitantes e uma densidade populacional de 441,39 pessoas por km².

## Geografia
Walpole encontra-se localizado nas coordenadas 42° 08′ 47″ N, 71° 15′ 20″ O. Segundo o Departamento do Censo dos Estados Unidos, Walpole tem uma superfície total de 54.53 km², da qual 52.93 km² correspondem a terra firme e (2.94%) 1.6 km² é água.

## Demografia
Segundo o censo de 2010, tinha 24.070 pessoas residindo em Walpole. A densidade populacional era de 441,39 hab./km². Dos 24.070 habitantes, Walpole estava composto pelo 92.62% brancos, o 2.51% eram afroamericanos, o 0.12% eram amerindios, o 3.01% eram asiáticos, o 0% eram insulares do Pacífico, o 0.76% eram de outras raças e o 0.98% pertenciam a duas ou mais raças. Do total da população o 2.7% eram hispanos ou latinos de qualquer raça.